# Aruküla (Varbla)
Aruküla – wieś w Estonii, w prowincji Parnawa, w gminie Varbla.